# DFS Classic 1999
Il DFS Classic 1999  è stato un torneo di tennis giocato sull'erba. È stata la 18ª edizione del DFS Classic, che fa parte della categoria Tier III nell'ambito del WTA Tour 1999. Si è giocato al Edgbaston Priory Club a Birmingham in Inghilterra, dal 7 al 13 giugno 1999.

## Campionesse

### Singolare
Julie Halard ha battuto in finale  Nathalie Tauziat con il punteggio di 6–2, 3–6, 6–4

### Doppio
Corina Morariu /  Larisa Neiland hanno battuto in finale  Alexandra Fusai /  Inés Gorrochategui con il punteggio di 6–4, 6–4